# Barbareño Indijanci
Barbareño (Barbarino), jedna od glavnih grana Chumash Indijanaca koji su obitavali na obali kanala Santa Barbara u Kaliforniji od Point Conceptiona pa do blizu rijeke Ventura River. Svoje ime Barbareño dobili su ime po misiji Santa Barbara utemeljenoj 4. prosinca 1786., desetoj od dvadeset i jedne franjevačke misije u Kaliforniji. Potomaka imaju na obali Santa Barbare.

## Jezik
Jezik barbareño član je porodice Chumashan, dio Velike porodice Hoka. Posljednja živa govornica ovog jezika bila je Mary Yee koja je umrla 1965. 
Jezik ima 5 samoglasnika a, e, i, o, u koji se izgovaraju na isti način kao i u španjolskom i posebna glas ɨ koji se nalazi između 'i' u engleskom 'tick' i 'u' u engleskom 'tuck'. 

## Etnografija
Do španjolskog dolaska čumaška plemena živjela su od lova i sakupljanja. Umjeli su graditi kanue   poznate kao tomol (Vidi) koji su bili sposobni ploviti uz obalu kanala Santa Barbara. Tomole su gradili od redwooda, bili su dugi do 30 stopa (9 metara), a mogli su nositi 3 do 10 osoba, a posljednji aktivni ribarski tomol izgrađen je 1850., a posljednji Čumaš Indijanac koji ih je znao graditi bio je Fernando Librado (vidi Falcon 1) kojega je o njihovom načinu gradnje 1914. pitao američki antropolog John Peabody Harrington ekspert za plemena Chumash, Yuma i Mohave.
Kuće su građene od tule-trske, sela su bila autonomna a seoske vođe nasljedne. Agrikulturu su uvezli Španjolci.

## Vanjske poveznice
- Chumash tomol to ply local waters